# Yisrael Zinger
Yisrael Zinger, né le 18 décembre 1948 en Roumanie, est un enseignant et homme politique israélien, maire de Ramat Gan entre 2013-2018. Il est titulaire d'une maîtrise en physique nucléaire en 1978 à l'Université de Tel-Aviv.
Zinger a été nommé en 1985, directeur de l'école secondaire "Blich" jusqu'en 2003, lorsqu'il  a décidé de démissionner et a presenté sa candidature pour la mairie de Ramat Gan. En 2008, il a couru de nouveau à la mairie et a été nommé à la tête de l'opposition municipale. En 2013, après la fin de mandat de Zvi Bar, Zinger remporte l'élection et devient maire de Ramat Gan pour cinq ans. Aux élections de 2018, il est vaincu au second tour de scrutin par son rival, Carmel Shama-Hacohen
Zinger est marié et père de trois enfants.